# Chromis chrysura
Chromis chrysura là một loài cá biển thuộc chi Chromis trong họ Cá thia. Loài này được mô tả lần đầu tiên vào năm 1883.

## Từ nguyên
Từ định danh chrysura được ghép bởi hai âm tiết trong tiếng Hy Lạp cổ đại: khrusós (χρυσός; "kim loại vàng") và ourā́ (οὐρά; "đuôi"), hàm ý đề cập đến màu vàng trên hai thùy đuôi của mẫu định danh đã được bảo quản trong cồn của loài cá này (màu trắng khi còn sống).

## Phạm vi phân bố và môi trường sống
C. chrysura được chia thành 3 quần thể biệt lập ở khu vực Ấn Độ Dương - Thái Bình Dương: Nam Phi, Mauritius và Réunion ở Tây Ấn Độ Dương (1); phía nam Nhật Bản (gồm cả quần đảo Ryukyu), đảo Đài Loan và Philippines (2); bao gồm bờ đông Úc (gồm cả biển San Hô), Nouvelle-Calédonie, Vanuatu và Fiji (3).
C. chrysura sống tập trung trên các rạn san hô viền bờ ở độ sâu khoảng 6–45 m.

## Mô tả
C. chrysura có chiều dài cơ thể lớn nhất được ghi nhận là 15 cm. Cơ thể có màu nâu xám, nâu ô liu đến nâu sẫm, trừ cuống và vây đuôi có màu trắng; vảy cá được viền đen. Hai thùy đuôi được viền đen ở rìa ngoài. Dưới ổ mắt có một vệt hình lưỡi liềm nhạt màu.
Số gai ở vây lưng: 13; Số tia vây ở vây lưng: 14–15; Số gai ở vây hậu môn: 2; Số tia vây ở vây hậu môn: 13–14; Số tia vây ở vây ngực: 18–19; Số gai ở vây bụng: 1; Số tia vây ở vây bụng: 5; Số vảy đường bên: 17–19; Số lược mang: 29–33.

## Sinh thái học
C. chrysura thường hợp thành đàn lớn để tìm kiếm những loài động vật phù du làm thức ăn. Cá đực có tập tính bảo vệ và chăm sóc trứng; trứng có độ dính và bám vào nền tổ.